# Шарль Дені Бурбакі
Шарль Дені Сотер Бурбакі (22 квітня 1816, По — 22 вересня 1897, Байонна) — французький генерал.

## Кар'єра
Бурбакі народився в По, на крайньому південному заході Франції, в сім'ї грецького полковника Константіна Деніса Бурбакі, який загинув у Грецькій війні за незалежність в 1827 році. Він навчався в Національному військовому училищі, вступив до Спеціальної військової школи Сен-Сір, а в 1836 році приєднався до зуавів (легка піхота), ставши лейтенантом Іноземного легіону в 1838 році та ад'ютантом короля Луї-Філіппа.

## Перші посади
Саме в Африканській експедиції Бурбакі вперше вийшов на перший план. У 1842 році він був капітаном у зуавів; 1847 рік — полковником туркосів. 1850 рік — підполковником 1-го зуавського полку. 1851 рік — полковником. 1854 рік — бригадним генералом. У Кримській війні він командував частиною алжирських військ, і під Альмою, Інкерманом та Севастополем ім'я Бурбакі стало відомим.
У 1857 році його було призначено дивізійним генералом, а в 1859 році — командувачем у Ліоні. Його успіх у війні в Італії був другим після успіху Мак-Магона, і в 1862 році його запропонували як кандидата на вакантний грецький престол, але він відхилив запропоновану честь.

## Імператорська гвардія
У 1870 році імператор Наполеон III довірив Бурбакі командування Імператорською гвардією, і він відіграв важливу роль у боях під Мецом. Його поведінка в битві при Гравелоті в серпні 1870 року була під сумнівом, тому що, поки пруссаки були виснажені боями, а французи були готові до контратаки, Бурбакі відмовився задіяти резерви французької Імператорської гвардії в битві, тому що вважав її поразкою.
Цікавий інцидент під час облоги Меца під час франко-прусської війни пов'язаний з ім'ям Бурбакі. Якийсь Едмон Реньє, французький бізнесмен без політичного минулого чи зв'язків, з'явився в Гастінгсі 21 вересня, щоб зустрітися з імператрицею Євгенією, яка перебувала в еміграції, і, не зумівши отримати цього, він зумів отримати від юного імператорського принца підписану фотографію з посланням імператору Наполеону. Він використав це, за допомогою безпечного пропуску від Бісмарка, як посвідчення маршалу Базену, якому він представився в Меці, стверджуючи від імені імператриці, що незабаром буде підписано мир і що або маршал Канробер, або генерал Бурбакі повинні поїхати до Гастінгса для цієї мети.
Бурбакі одразу ж поїхав до Англії, за згодою пруссаків, нібито він був з офіційною місією, тільки щоб дізнатися від імператриці в Гастінгсі, що над ним було зіграно жарт. Як тільки він зміг, він повернувся до Франції, але йому було відмовлено у повторному в'їзді до Меца через формальність, оскільки його наданий пруссаками паспорт був прострочений на кілька днів.

## Армія Сходу
Бурбакі запропонував свої послуги Леону Гамбетті, юристу та республіканському політику, який проголосив Третю Французьку Республіку у вересні 1870 року. Бурбакі отримав командування Північною армією, але був відкликаний 10 листопада і переведений до Армії Луари. Командуючи поспіхом навченою та погано оснащеною Армією Сходу, Бурбакі зробив спробу зняти облогу Бельфора, яка після початкової перемоги в битві при Віллерсекселі закінчилася поразкою французів у триденній битві при Лізені.

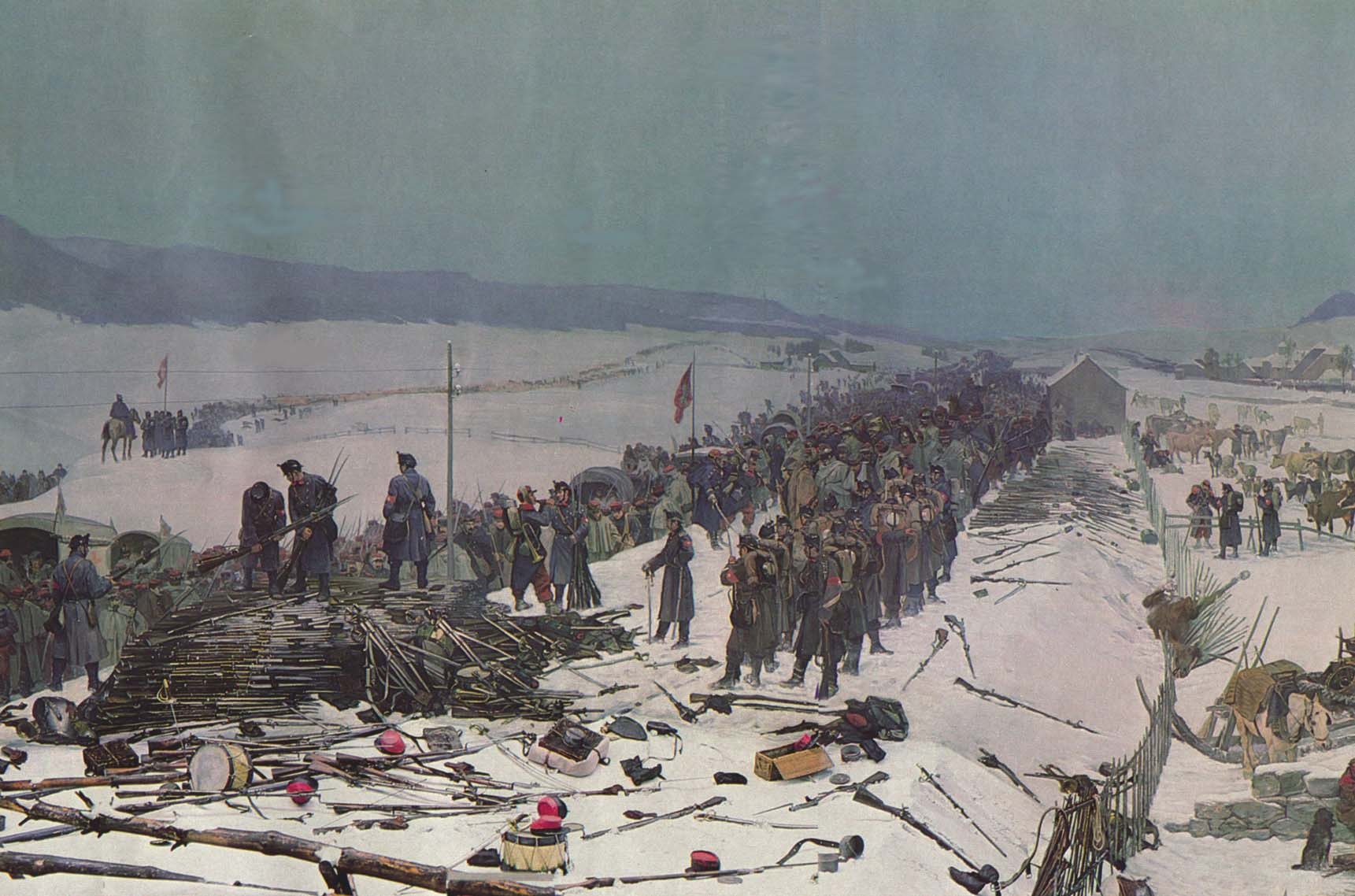
Фрагмент панорами Бурбакі

Інші німецькі війська під командуванням прусського фельдмаршала Едвіна Фрайгерра фон Мантейфеля тепер наблизилися до Бурбакі, і він зрештою був витіснений через швейцарський кордон із залишками своїх сил. Його війська були у відчайдушному стані через брак їжі. І з 150 000 чоловік під його командуванням, коли він почав, лише 87 000 чоловік з 12 000 кіньми врятувалися до Швейцарії. Вони перетнули західний кордон Швейцарії в Ле-Вер'єр, Сен-Круа (Во), Валлорб та в долину Жу на початку лютого 1871 року. Вони були роззброєні та затримані на шість тижнів, перш ніж їх репатріювали в березні.  Цей епізод увічнено в панорамі Бурбакі, великій панорамній картині, що зараз знаходиться в Люцерні, Швейцарія.
Замість того, щоб зазнати приниження ймовірної капітуляції, Бурбакі делегував свої функції генералу Жустену Кленшанану 26 січня 1871 року і тієї ж ночі спробував накласти на себе руки. Він вистрілив собі в лоб з пістолета, але куля якимось чином "сплющилася, як об чавунну плиту", і його життя було врятовано. Генерал Кліншан перевіз Бурбакі до Швейцарії, де він достатньо одужав, щоб повернутися до Франції.
У липні 1871 року він знову прийняв командування в Ліоні, де згодом став військовим губернатором.

## Подальша служба

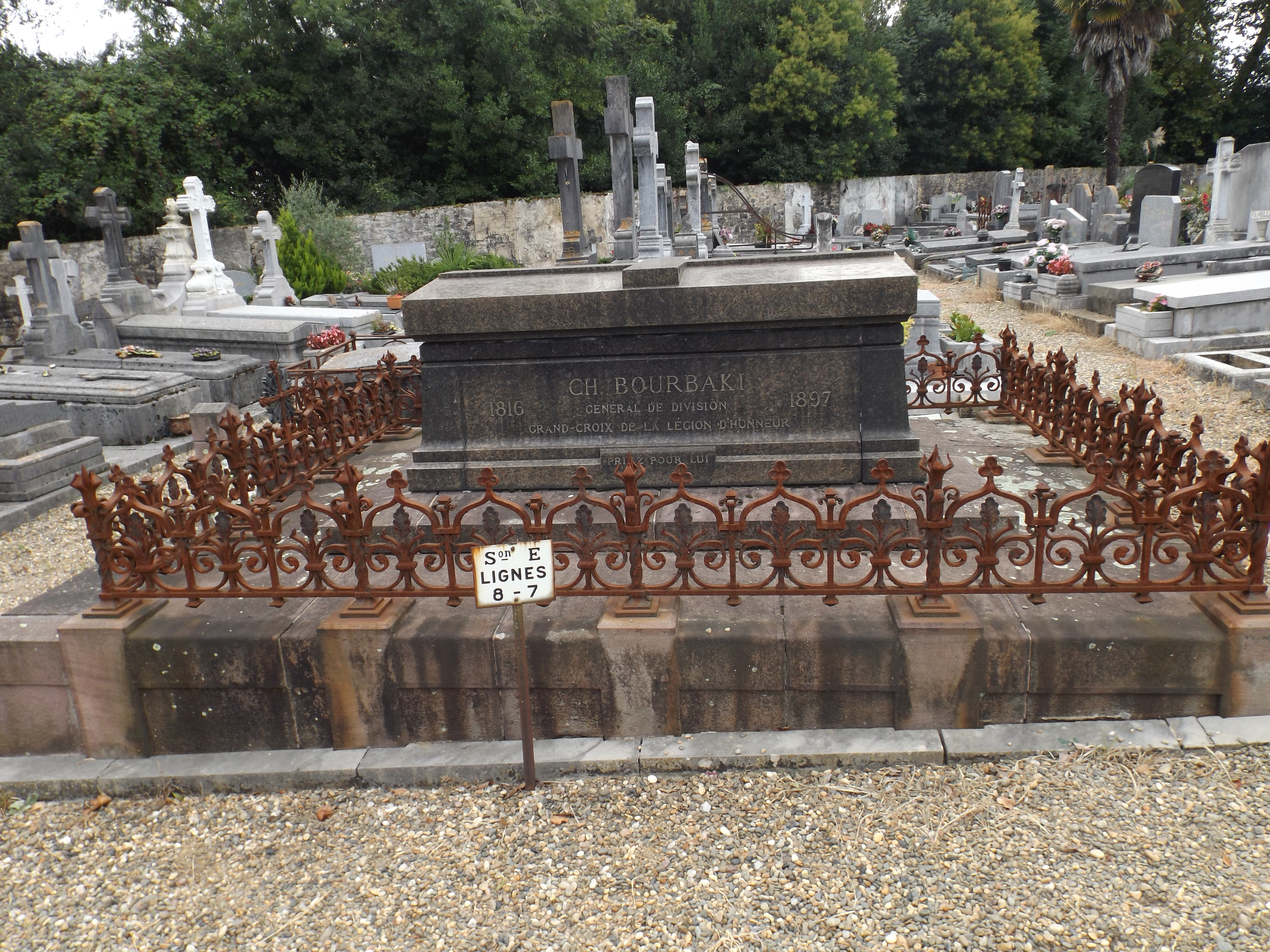
Могила генерала Бурбакі та його дружини на кладовищі Сент-Етьєн у Байоні.

У 1881 році, через свої політичні погляди, він був зарахований до списку відставників. У 1885 році він був невдалим кандидатом до французького Сенату.

## Нотатки
1. ↑  Дата смерті також вказується як 23 вересня.[2]